# Epepeotes laosicus
Epepeotes laosicus là một loài bọ cánh cứng trong họ Cerambycidae.